# 刘公勤
刘公勤（1946年—），汉族，中华人民共和国政治人物、第十一届全国政协委员。
担任中通诚资产评估有限公司董事长、总裁、注册资产评估师、注册会计师。2008年，当选第十一届全国政协委员，代表无党派人士，分入第十四组。并担任经济委员会专委。